# Praeacrospila pellucidalis
Praeacrospila pellucidalis is een vlinder uit de familie van de grasmotten (Crambidae). De wetenschappelijke naam van deze soort is voor het eerst voorgesteld als Mimorista pellucidalis door Paul Dognin in een publicatie uit 1904.
De soort komt voor in Ecuador.